# Niederjossa

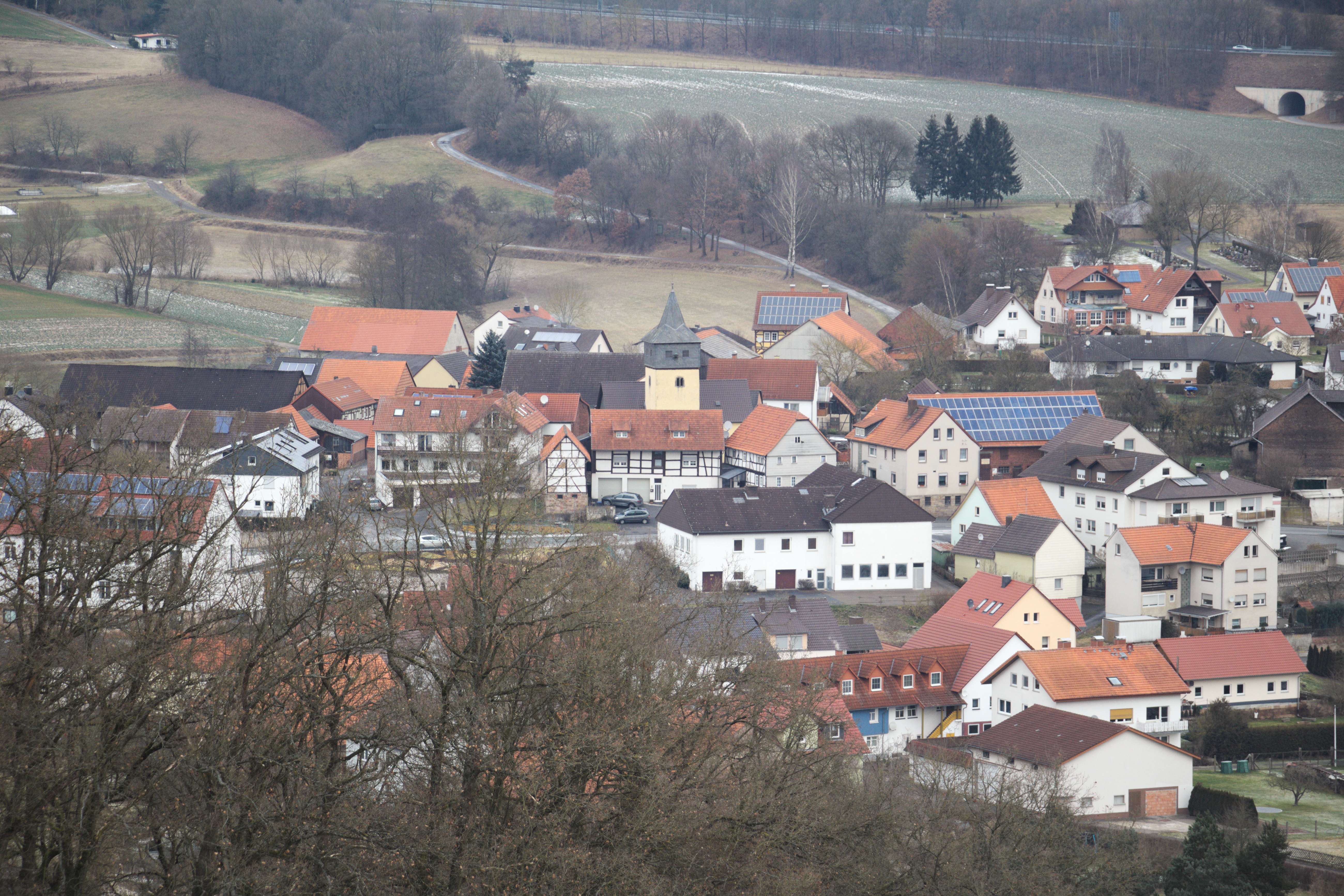
Blick auf Niederjossa

Niederjossa ist der südlichste Ortsteil der Marktgemeinde Niederaula im osthessischen Landkreis Hersfeld-Rotenburg. Er liegt südlich des Hauptortes in der Region Waldhessen an der Jossa. Unweit des Ortes mündet der Fluss in die Fulda.

## Geschichte
Im Jahr 782 schenkt der spätere Kaiser Karl der Große dem Kloster Hersfeld Güter im Ort, der damals noch „Geazahe“ genannt wird. Die Schreibweise des Ortsnamens ändert sich über Iazaho und Nyderyassa zum heutigen Niederjossa.
Archäologische Funde und Hügelgräber lassen aber schon eine Besiedlung zur Steinzeit vermuten.
Im Mittelalter verlief durch Niederjossa die Kurze Hessen, eine Straße von Eisenach nach Frankfurt.
Zum 31. Dezember 1971 wurde die bis dahin selbständige Gemeinde Niederjossa im Zuge der Gebietsreform in Hessen auf freiwilliger Basis in die Gemeinde Niederaula eingegliedert. Für den Ortsteil Niederjossa wurde ein Ortsbezirk mit Ortsbeirat und Ortsvorsteher nach der Hessischen Gemeindeordnung eingerichtet.

## Kultur und Sehenswürdigkeiten
Für die unter Denkmalschutz stehenden Kulturdenkmale des Ortes siehe die Liste der Kulturdenkmäler in Niederjossa.
Dolles Dorf
- Im Dezember 2008 wurde Niederjossa bei der Serie „Dolles Dorf“ des hessischen Rundfunks ausgewählt. Durch den Gewinn der Telefonabstimmung im Mai 2009 durfte man an der Endausscheidung am 4. Juni 2009 zum Hessentag in Langenselbold teilnehmen.
- Beim Hessentag in Langenselbold am Sonntag, dem 7. Juni 2009, erreichte Niederjossa durch eine gewonnene Stichfrage den dritten Platz im finalen Titelrennen um das „Dollste Dorf 2009“ des hessischen Rundfunks. Die gewonnene Trophäe war ein bronzener „Onkel Otto“.

Regelmäßige Veranstaltungen
- Backhausfest am ersten Wochenende im August.

## Wirtschaft und Infrastruktur

### Verkehr
Niederjossa war ein Eisenbahnknotenpunkt an den Bahnstrecken Niederaula–Alsfeld und Bad Salzschlirf–Niederjossa. Anfang der 1980er Jahre wurde der letzte Bahnbetrieb eingestellt.
Die Bundesautobahn 7 liegt nördlich mit einer Anschlussstelle. Im Ort treffen sich die Bundesstraße 62 und die Landesstraße 3140.
Den Busverkehr stellt die Regionalverkehr Kurhessen GmbH sicher.
Durch den Ort führen Radwanderwege:
- Der Hessische Radfernweg R1 (Fulda-Radweg) führt über 250 km von den Höhen der Rhön entlang der Fulda bis Bad Karlshafen an der Weser.
- Der Hessische Radfernweg R7 (Von der Lahn zur Werra) verbindet Werra und Taunus über 215 km durch den Vogelsberg.
- Die D-Route 9 (Weser-Romantische Straße) führt von der Nordsee über Bremen, Kassel, Fulda und das Taubertal nach Füssen im Allgäu (1.197 km).

### Öffentliche Einrichtungen
- Im Ort gibt es ein Dorfgemeinschaftshaus und einen Kindergarten.